# Quintino José de Miranda
Quintino José de Miranda (? — 1891) foi um político brasileiro.
Foi presidente da província de Pernambuco, de 23 a 28 de julho de 1868.